# Nombre individual
En gramática tradicional, un sustantivo individual o nombre individual es un sustantivo que en singular expresa un ser contable perteneciente a un conjunto de seres, en contraposición a los nombres colectivos, como por ejemplo alumno, que lo diferencia del alumnado; abeja, que lo diferencia del enjambre; perro, que lo diferencia de la jauría; y árbol, que lo diferencia de la arboleda. Los sustantivos individuales designan a un único ser, pero en idiomas con pluralidad gramatical admiten el morfema del plural para designar a más de uno.